# 曽根虎盛
曽根 虎盛（そね とらもり、生没年不詳）は、戦国時代の武将。甲斐武田氏の家臣。九郎左衛門尉。「曽根系図」によれば、父は曽根昌世とされる。曽根昌清とも。

## 概要
武田信玄の奥近習六人衆の一人である曽根昌世の子として生まれたという。信玄の嫡男武田義信の乳人子であり義信に仕えており、「美和神社文書」によれば、永禄8年（1565年）6月には義信とともに甲斐国二宮美和神社（笛吹市）へ太刀を奉納している。同年8月には義信の謀反が発覚し、「曽根系図」に拠れば義信事件に連座して飯富虎昌、長坂昌国（義信事件に連座し誅されたのは、昌国ではなく長坂勝繁）とともに「曽根周防」が成敗されたという。この事について、信玄が「飯富虎昌が我々の仲（信玄と義信）を引き裂こうとする密謀が発覚した」「義信との親子関係に問題はない」という趣旨の手紙を小幡源五郎に送ったとされている。義信は事件から二年後に、病死した。ただし、「曽根周防」と「曽根九郎左衛門尉」を同一人物とした場合、九郎左衛門尉はこれ以後も存命しているため、「曽根周防」は九郎左衛門尉の弟にあたるとも考えられている。
元亀年間(1570年から1573年)以降には駿河国久能城に在城している。年未詳5月8日には曽根弥兵衛尉とともに参府を命じられている。
諏訪大社上宮普請在家諸役書上には周防守の同心の名が見られるが、同帳の年代が天正年間であることから、周防守の子息にあたるとも考えられている。ほか、高野山成慶院に宛てた書状一通が知られる。